# Gianni Morandi (album 1978)
Gianni Morandi è il tredicesimo album del cantante italiano Gianni Morandi, pubblicato dall'etichetta discografica RCA nel 1978.
Negli anni settanta Morandi attraversa un relativo periodo di crisi professionale e commerciale, e si affida alla produzione di Bruno Zambrini per la realizzazione di un nuovo album, con testi di Stefano Jurgens, Paolo Dossena, Paolo Frescura e Ivano Fossati, di cui Morandi incide una cover di Dedicato, brano portato al successo qualche mese prima da Loredana Bertè.

## Abbracciamoci
Il 1978 vede Morandi protagonista in televisione con il programma musicale 10 Hertz, trasmesso da Rai 1 a partire dal 18 ottobre 1978 al 3 maggio 1979 per 56 puntate.. In concomitanza della trasmissione l'album viene ristampato con un artwork diverso e con il titolo Abbracciamoci, prendendo il nome dall'unico brano inedito omonimo aggiunto alla tracklist originale, sigla della trasmissione, e viene omesso il brano Mi sembra un film.

## Tracce Gianni Morandi

### Lato A
1. La befana trullallà
2. Come l'aria
3. In cambio che mi dai?
4. Mi sembra un film
5. Dedicato

### Lato B
1. Meno male che esiste la sera
2. Un pazzo come me
3. Siamo lontani
4. Nell'amore come nel dolore

## Tracce Abbracciamoci

### Lato A
1. Abbracciamoci
2. Come l'aria
3. Meno male che esiste la sera
4. La befana trullallà
5. Dedicato

### Lato B
1. In cambio che mi dai?
2. Un pazzo come me
3. Siamo lontani
4. Nell'amore come nel dolore